# Schrankogel
Schrankogel – szczyt w Stubaier Alpen. Leży w zachodniej Austrii, w Tyrolu. To drugi co do wysokości szczyt Stubaier Alpen po Zuckerhütl (3507 m). Góra ta ma kształt piramidy, oferuje piękne widoki na północne rejony Stubaier Alpen.